# Zapeo

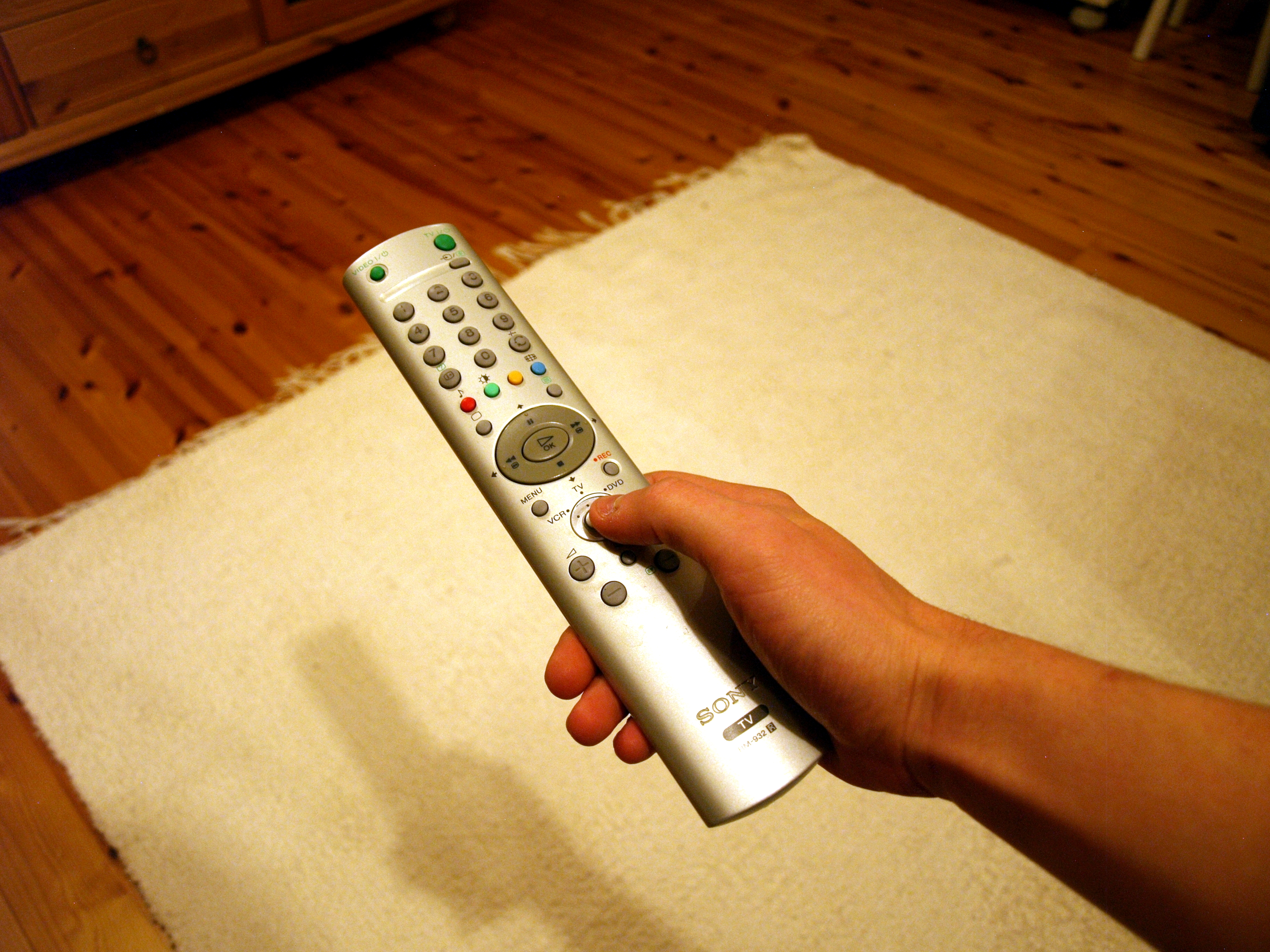
Persona con el mando de la tele haciendo Zapeo.

El zapeo (adaptación del inglés zapping) es el acto de saltar programación o canales en la televisión; es decir, ir cambiando de canales. En inglés, se le llama flipping channels, channel-hopping, channel-surfing o zapping.
Con la aparición del mando a distancia, en 1956, se produjo un cambio en el papel del espectador y su relación con los canales de  televisión.

## Género televisivo
El zapeo, como género televisivo, se entiende como tal desde fines de la década de 1990, con el aumento de los canales de televisión disponibles gracias a la televisión por cable, dado que el zapping realmente se refiere a la acción que realizan los telespectadores cuando están viendo un programa de televisión y cambian tan solo cuando llega la publicidad.
Como respuesta, las televisoras crean programas que emiten contenidos de otras cadenas e incluso de otros países (normalmente sin permiso), incluyendo videos de internet (los cuales son, precisamente televisivos o videos musicales, a veces de la misma cadena), aunque sea posible que la propia televisora lo tenga en sus archivos con mejor calidad.